# Planke

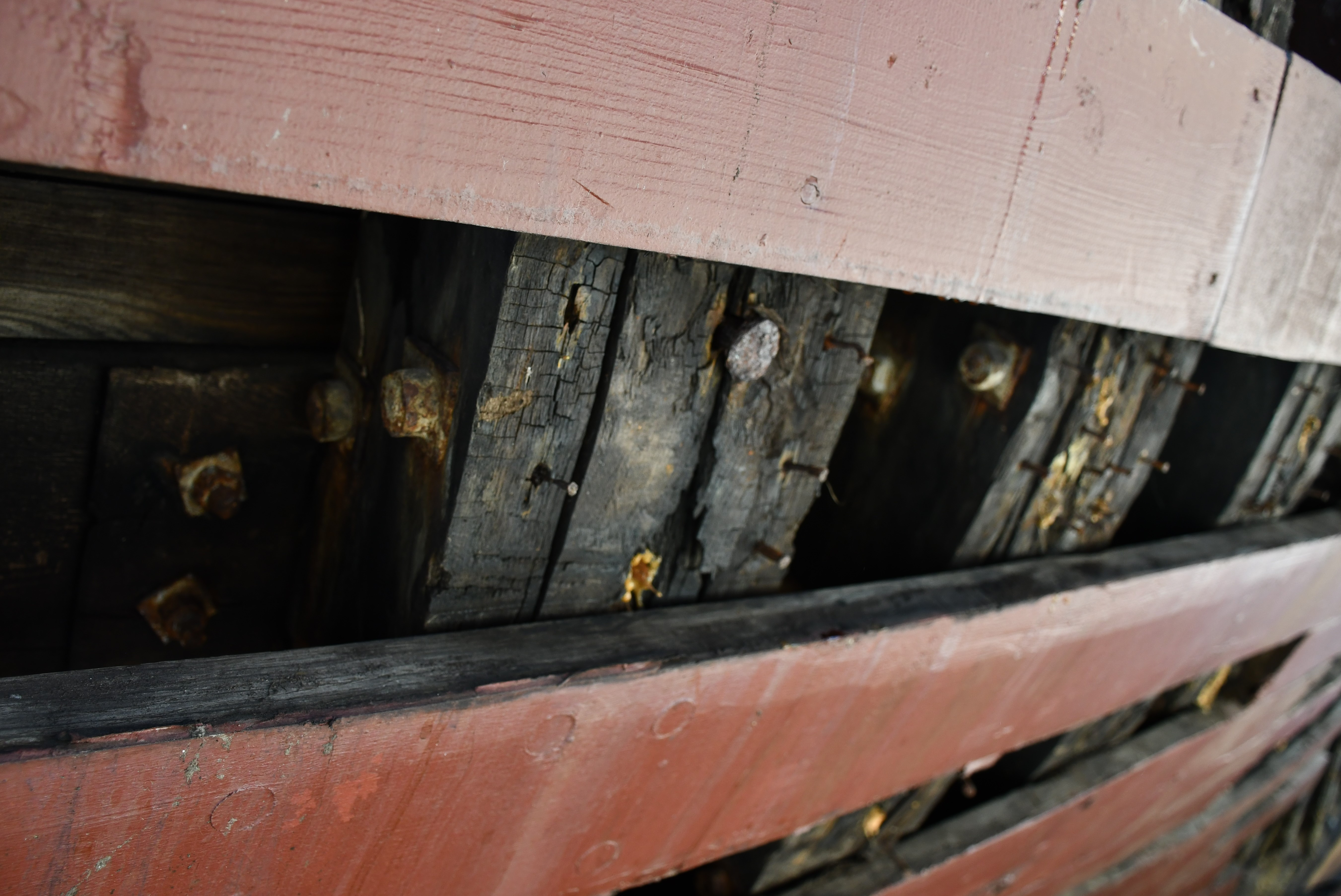
Auf die Spanten genagelte Planken, hier am SAS 95 „Adolf Reichwein“, 2023

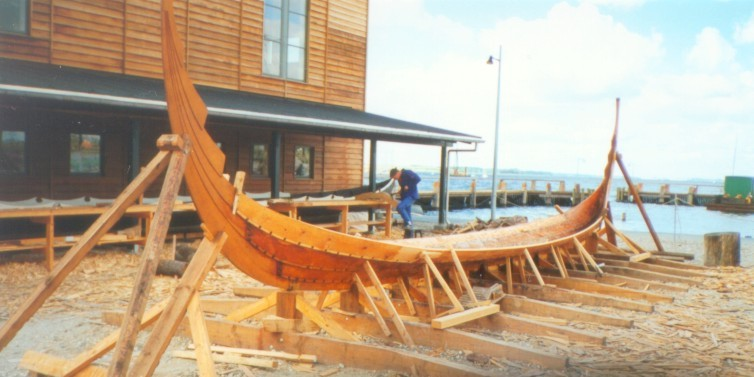
An einem Schiffsneubau sind die ersten Plankengänge angesetzt (Bau der Replik eines nordischen Langschiffes in Roskilde)

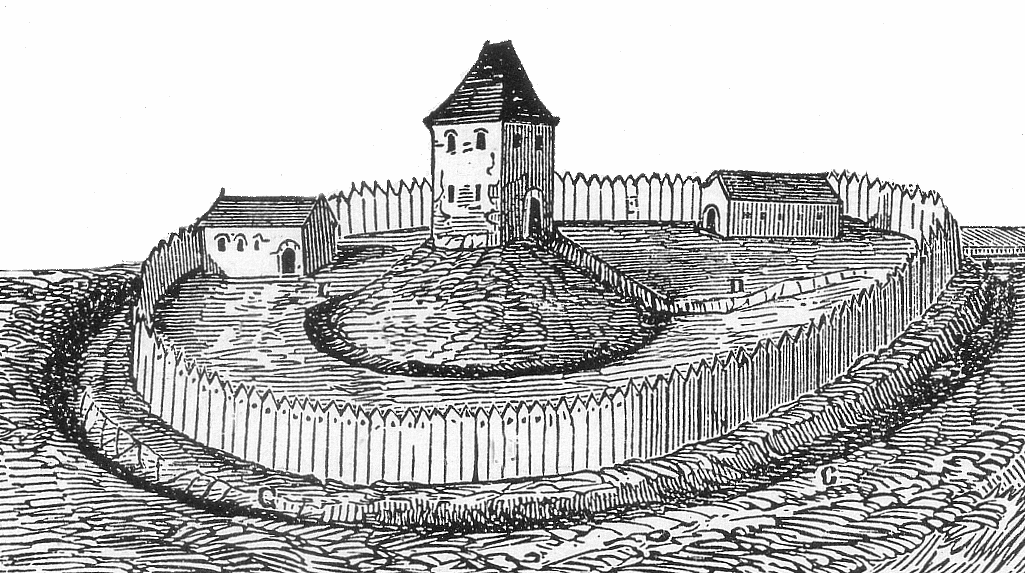
Plankenwand einer Motte (Burg)

Eine Planke ist ein Stück der Außenhaut- oder Decksbeplankung eines Schiffes, im Wesentlichen ein angepasstes, relativ schmales Brett bzw. Bohle.
Sie wird im Allgemeinen auf die aufgestellten Spanten oder Mallen aufgebracht. Eine Reihe längsschiffs verlaufender Planken wird als Plankengang bezeichnet.
Das Wort ist abgeleitet von Phalanx. Im norddeutschen Schiffbau wurden Planken auch als Dielen bezeichnet (z. B. in Lübeck Berufsbezeichnung Dielenträger). Im Alpenraum hießen sie früher Bodenladen.
Im übertragenen Sinn wird der Begriff Planke auch synonym zu Bohle gebraucht, besonders wenn es sich um eine einzelne, zum Betreten gedachte Bohle handelt (siehe auch Über die Planke gehen).
Planken wurden auch für die mauerartigen Wände mittelalterlicher Holz-Erde-Befestigungen verwendet, mit rechteckigem Querschnitt im Gegensatz zu den runden Palisaden.